# Tingsryd
Tingsryd ist eine Ortschaft (Tätort) in der schwedischen Provinz Kronobergs län und Hauptort der Gemeinde mit gleichem Namen. Der Ort liegt am See Tiken.

## Wirtschaft
Die angesiedelten Firmen sind in der Lebensmittelindustrie, dem Bootsbau sowie in der Metall- und Kunststoffindustrie tätig. Jedes Jahr Ende Juli wird in Tingsryd Markt abgehalten mit Marktschreiern und vielen Besuchern.

## Sport
Am erfolgreichsten war bisher die Eishockeymannschaft des Ortes, Tingsryds AIF, die schon mehrere Spielzeiten in der Svenska Hockeyligan verbracht hat, aber keinen Meistertitel erspielen konnte. Gegenwärtig spielt der Verein in der HockeyAllsvenskan.
2003 wurde in Tingsryd eine neue Trabrennbahn eingeweiht, die mit einer Länge von 1.609 Metern Schwedens längste Trabrennbahn darstellt.

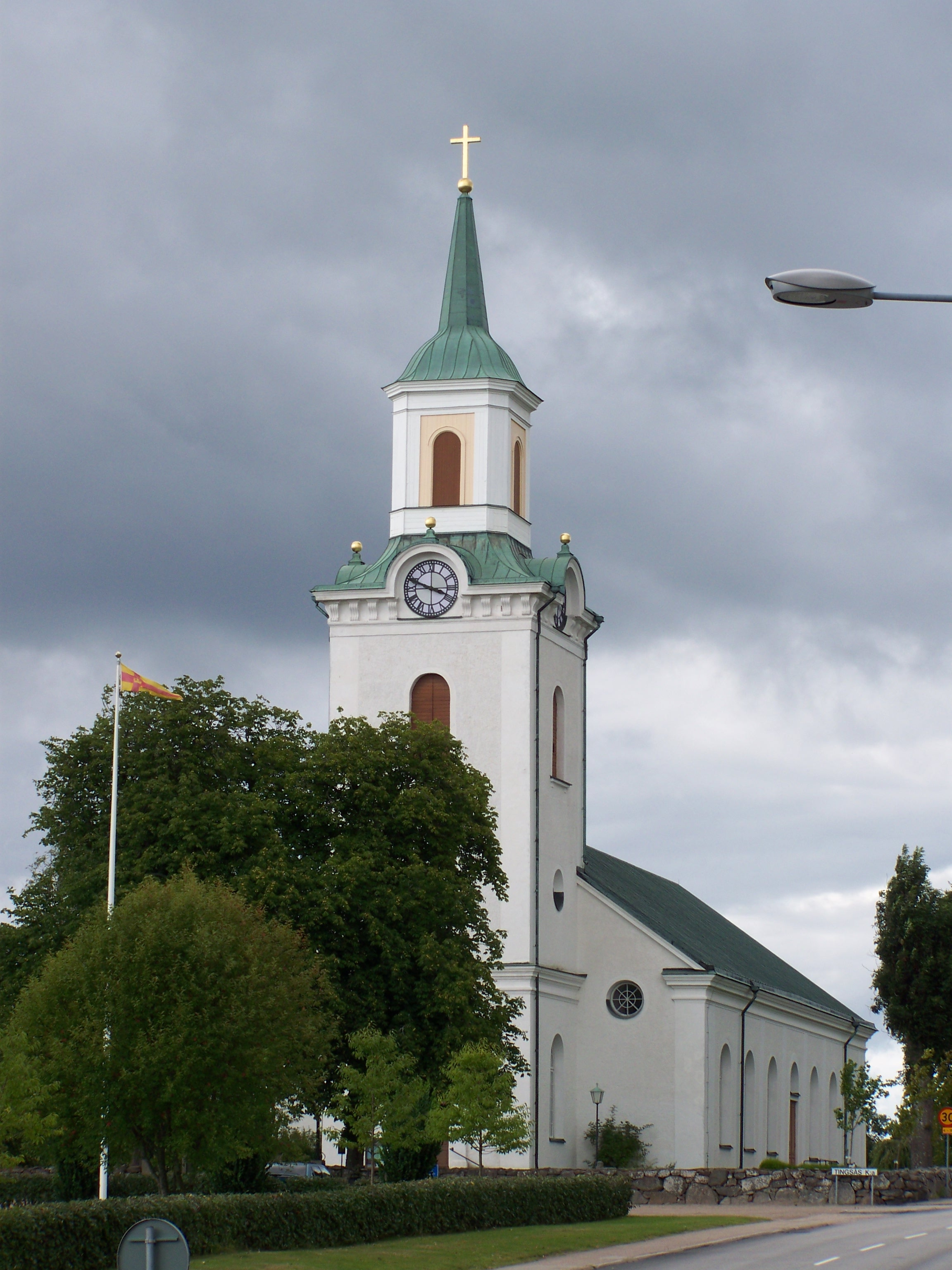
Kirche in Tingsryd
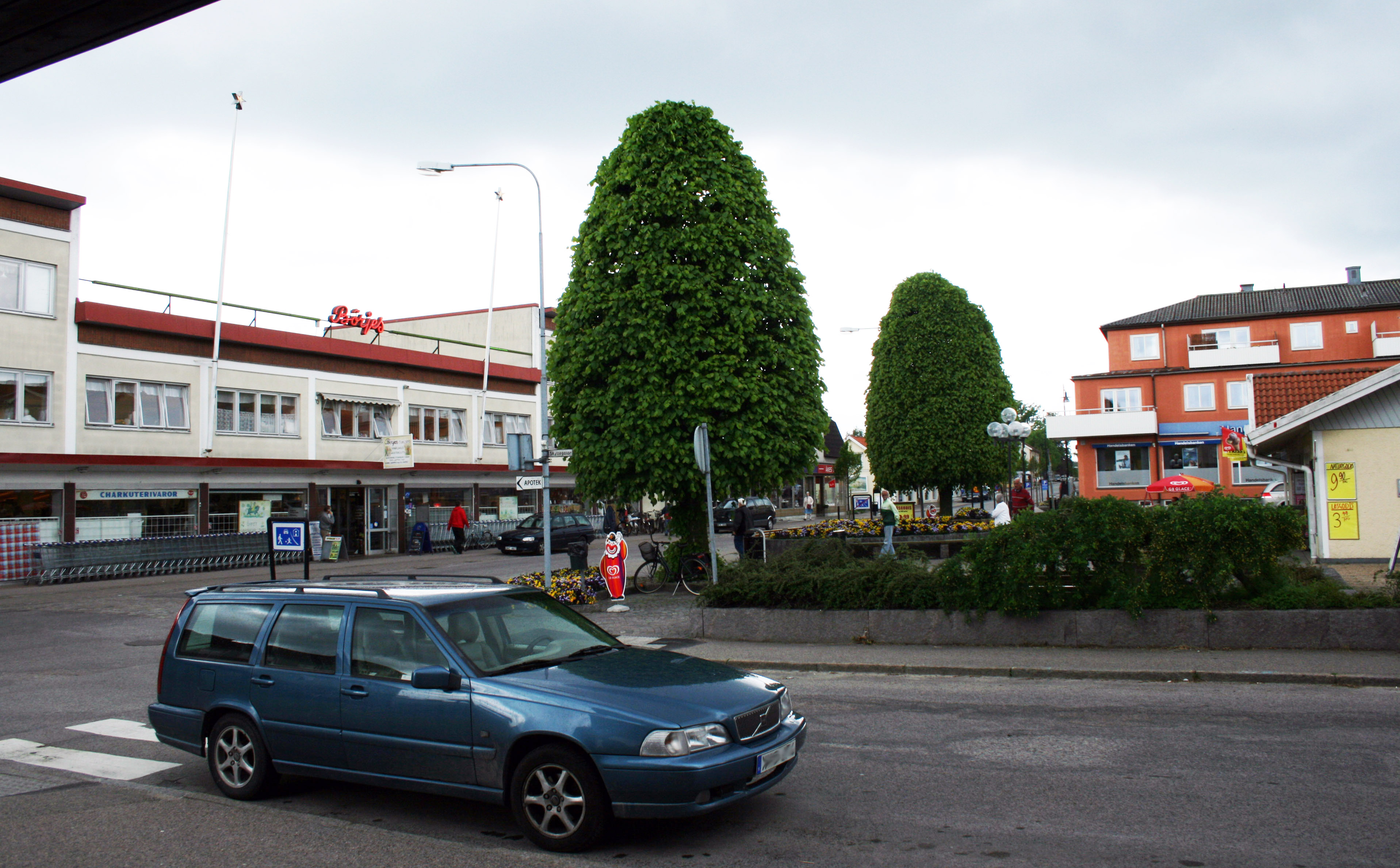
Stadtansicht
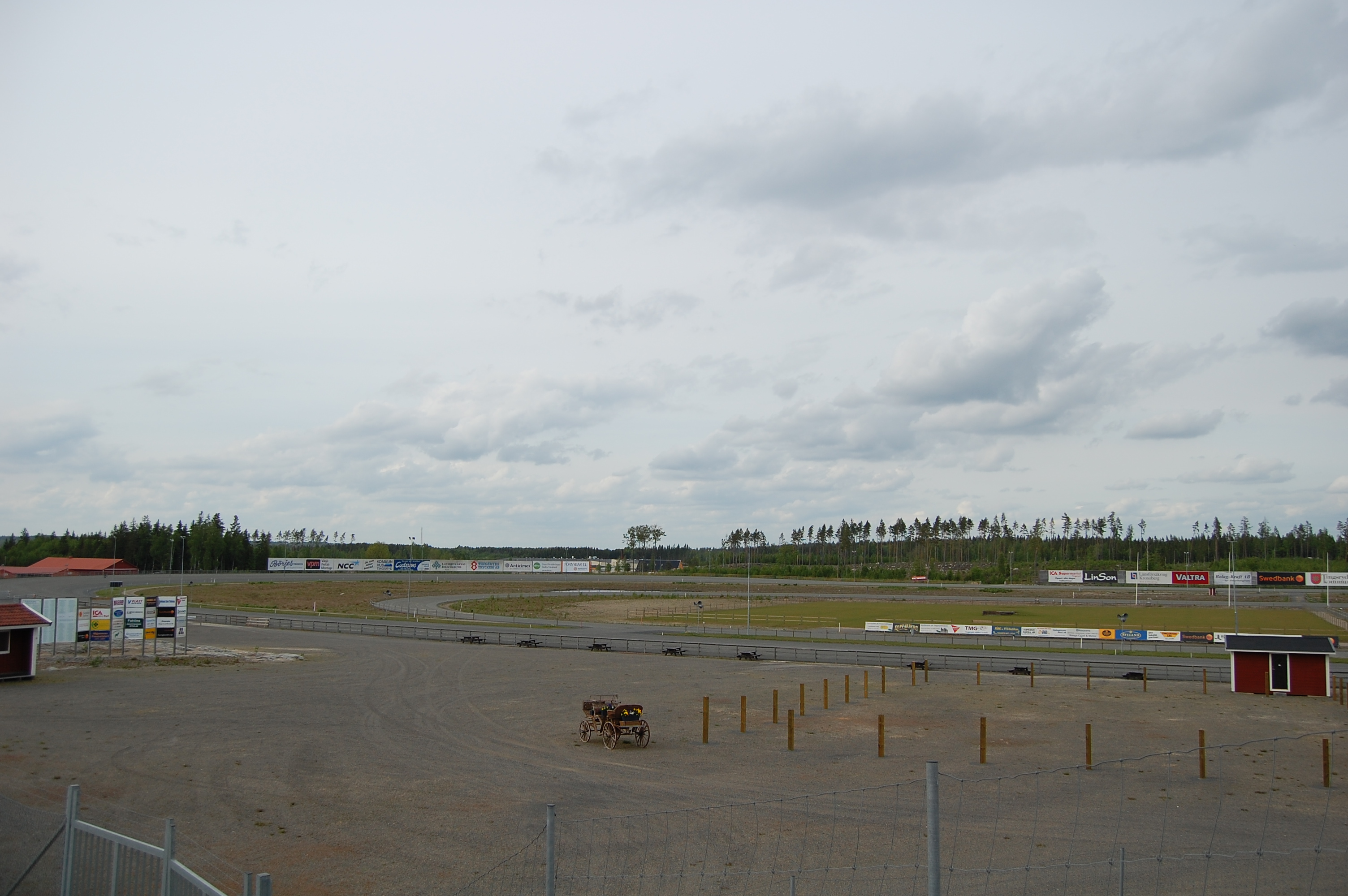
Trabrennbahn
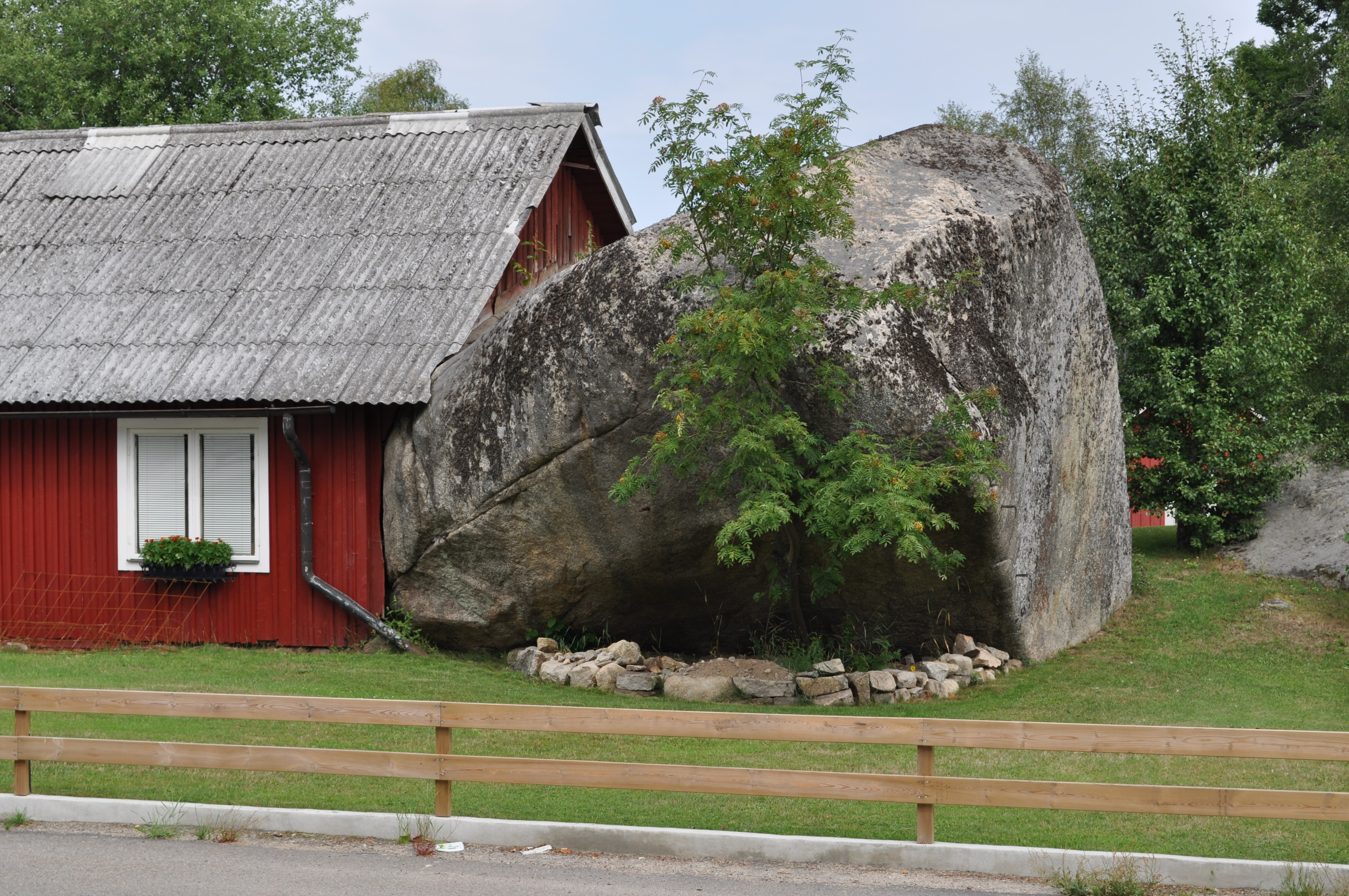
Findling von Ryd